# 卓發之
卓發之（1587年—1638年），字左車，号莲旬，明朝浙江仁和人。
卓顯卿之子。萬曆十五年（1587年）出生。天资高邁。天启年間，侨寓南京。崇禎六年（1632年）以鄉薦為副貢。與汤显祖、顾宪成、钱谦益、陈继儒等有往來。工於词，王世贞稱: “左车词尚骏逸，颇有宋人风味。”汤显祖等人以“江左卧龙”、“秣陵珠树”誉之。崇祯十年（1638年）病卒。著有《水一方詩草》、《漉篱集》等。有《遗集》一卷以“书中多悖妄之词”在乾隆年間遭禁毁。有子卓人月。